# Mimela amauropyga
Mimela amauropyga är en skalbaggsart som beskrevs av Ohaus 1943. Mimela amauropyga ingår i släktet Mimela och familjen Rutelidae. Inga underarter finns listade i Catalogue of Life.